# Jean Barbeyrac
Jean Barbeyrac (15. března 1674 – 3. března 1744) byl francouzský právník, známý především svými překlady právních traktátů Huga Grotia, Samuela Pufendorfa a Richarda Cumberlanda.

## Životopis
Narodil se v obci Béziers v Dolním Languedocu jako syn faráře Antoina Barbeyraca a Madelaine de Gelly de Montagnac. Byl synovcem Charlese Barbeyraca, lékaře z Montpellier. Po zrušení nantského ediktu se s rodinou přestěhoval do Švýcarska. Poté, co strávil pár let v Ženevě, se stal profesorem literatury na francouzské škole v Berlíně.
V roce 1702 se oženil s Hélène Chauvinovou, dcerou pastora Etienna Chauvina. Od roku 1711 vyučoval právo na akademii ve městě Lausanne. Později učil v Groningenu, kde také 3. března roku 1744 zemřel.
Během svého života přispěl k formování moderního republikanismu, který se stal zdrojem inspirace pro francouzské a americké revolucionáře konce 18. století.

## Publikace
- Traité du jeu, où l'on examine les principales questions de droit naturel et de morale qui ont du rapport à cette matière,  1709
- Discours sur l'utilité des lettres et des sciences par rapport au bien de l'État, prononcé aux promotions publiques du Collège de Lausanne, 1714
- Traité de la morale des Pères de l'Église, où, en défendant un article de la préface sur Puffendorf contre l'Apologie de la morale des Pères du P. Ceillier, on fait diverses réflexions sur plusieurs matières importantes, 1728
- Recueil de discours sur diverses matières importantes, traduits ou composez par Jean Barbeyrac, qui y a joint un éloge historique de feu Mr. Noodt, 1731
- Histoire des anciens traitez, ou Recueil historique et chronologique des traitez répandus dans les auteurs grecs et latins et autres monumens de l'antiquité, depuis les temps les plus reculez jusques à l'empereur Charlemagne, 1739
- Écrits de droit et de morale